# Patellinella
Patellinella es un género de foraminífero bentónico de la subfamilia Ashbrookinae, de la familia Placentulinidae, de la superfamilia Discorboidea, del suborden Rotaliina y del orden Rotaliida. Su especie tipo es Textularia inconspicua. Su rango cronoestratigráfico abarca desde el Bajociense (Jurásico medio) hasta la Actualidad.

## Clasificación
Patellinella incluye a las siguientes especies:
- Patellinella ambulacrata
- Patellinella annectens
- Patellinella australis
- Patellinella carinata
- Patellinella fastidiosa
- Patellinella fijiana
- Patellinella hanzawai
- Patellinella inconspicua
- Patellinella minuta
- Patellinella particula
- Patellinella poddari
- Patellinella spinosa

Otras especies consideradas en Patellinella son:
- Patellinella angularis, de posición genérica incierta
- Patellinella lineoperforata, de posición genérica incierta
- Patellinella panayensis, de posición genérica incierta
- Patellinella sanclementensis, de posición genérica incierta